# 朱厚焀
雒川怀顺王朱厚焀（1505年—1529年），明朝雒川康定王朱祐架的嫡长子。

## 生平
正德十四年（1519年）封雒川长子。嘉靖八年（1529年）去世。
嘉靖十九年（1540年），朱祐架去世；嘉靖二十二年（1543年）十二月，朱厚焀的嫡长子朱载墝袭封雒川王，朱厚焀因此被追封为雒川怀顺王。
嘉靖二十六年（1547年）十二月，封朱载墝的母亲夫人张氏为雒川怀顺王妃。

## 评价
- 《弇山堂别集》卷074：慈仁短折，和比於理。